# 餓狼伝説 新たなる闘い
『餓狼伝説 新たなる闘い』（がろうでんせつあらたなるたたかい）は、SNKの格闘ゲーム『餓狼伝説(1)』を原案とした日本の漫画。原作、雲緒霞、作画、LEO ADVER。新声社のゲーム雑誌「ゲーメスト」に1992年1247月号から1993年6月号まで連載された 。単行本は、新声社からゲーメストコミックスとして1993年に全1巻として発売されている。

## 概要
『餓狼伝説(1)』の1年後（『餓狼伝説2』以前）を舞台にしたオリジナルストーリー。オリジナルヒロインのメディアと、その両親の残したフロッピーの謎を追う内、キング・オブ・ファイターズの影で臓器売買が行われていたことが判明する、という内容。
ゲームに登場するテリーら3名のプレイヤーキャラクターの他、8名の敵キャラクターも登場（死んだはずのギースはサイボーグとなって復活）。主役はテリーで、主な悪役はライデン、ビリー、ギースと、オリジナルのスラッシュ・ローゼンマイヤー。なお、ザコの中に『龍虎の拳』のジャック・ターナーが混じっている。

## 登場人物
特に説明のないキャラクターは『餓狼伝説(1)』を出自としている。敵に関しては、主に登場順に掲載。
テリー・ボガード
キング・オブ・ファイターズでギースを倒し優勝。その後サウスタウンを離れていたが、タン・フー・ルーから手紙を貰い、戻ってきた。
帽子はギース戦の時にメディアに拾われ、そのまま彼女に渡していた。本作冒頭で再会時に返却される。帽子のロゴは「WOLF」。
メカギース（サイボーグ）との決戦で、両袖を破られる（『～2』以降の状態となる）。
パワーウェイブ、バーンナックル、ライジングタックルの他、未完成のパワーゲイザーも使用した。
オリジナル技として、テリー・ラリアット、ハイパーバーンナックル、ハイパークラックシュートを使用。
メディア・クメール
オリジナルキャラウターで、金髪の女性。父親がギース・コネクションのバイヤーをしており、コネクションの秘密の詰まったフロッピーを所有していた。
明るく無邪気な性格で、路上駐車のクルマを勝手に乗り回している（運転が危なっかしく、テリーが冷や冷やしていた）。
アンディ・ボガード
途中から登場。斬影拳と空破弾を披露した。ビリーと戦った際はテリーに止め役を奪われ、ホア・ジャイと戦った際は決着が描かれない。
ジョー・ヒガシ
途中から登場。メカギースと戦い、スラッシュキックやタイガーキックを放つが、腹にロケットパンチを撃ち込まれて病院送りになる。以後はエピローグのみ（入院中）。
ダック・キング、マイケル・マックス
本作ではタン・フー・ルーの呼びかけに応じ共に街を見回っている。序盤とエピローグ部分のみ登場。
ゲーメスト連載版では序盤にしか出番がなかった。
タン・フー・ルー
ボガード兄弟の養父・ジェフの師匠にして、本作ではメディアの保護者的存在。街に悪の手が伸びたため、ダック、マイケル、リチャードと協力して防衛していた。ライデンに重傷を負わされ入院。
リッパーとポッパー
ギースの部下。本作では序盤でテリー、ダック、マイケルらと戦うが返り討ちにあっている。
リチャード・マイヤー
本作ではタンと手を組んでいたが、娘の手術のためにギースの先兵となる。事情を明かした後、死亡。
ライデン
タンに重傷を負わせるなど、ギースの部下として暴れまわったが、最後はテリーに倒される。
ビリー・カーン
ギースの部下。出番はそれなりに多いが、テリーとアンディを苦戦させるまでには至っていない。棒は2度も破損させられた。
ホア・ジャイ
ギースの部下。最終決戦の場となる豪華客船「グレート・ギース」でアンディと戦うが、決着は描かれなかった。
ギース・ハワード（メカギース）
当初は「仮面の男」として登場。転落死したはずだが、スラッシュによりメカニック・ボディを与えられサイボーグとして蘇った。両腕はロケットパンチとなっている。
普段は丁寧な口調で喋るが、テリーとの決戦時には傲慢な言葉遣いになる。スラッシュに反旗を翻して船と共に海の藻屑となったようだが、復活をほのめかしている。
スラッシュ・ローゼンマイヤー
オリジナルキャラクター。ギースと組んで臓器密売を行っていた。ナルシスト。
格闘家としても超一流で、斬影拳、旋風拳（タンの技）、トルネードアッパー）（マイケルの技）、バーンナックルを使いこなしている。
自称「神よりも強い男」で、終始テリーを圧倒していたが、最期はメカギースのロケットパンチで壁に釘付けにされ死亡。

## 書誌情報
- 原作、雲緒霞、作画、LEO ADVER 『餓狼伝説 新たなる闘い』 新声社〈ゲーメストコミックス〉、全1巻
  1. 1993年7月発売、ISBN 978-4881991664